# Ledermair
Die Ledermair Holding GmbH ist das größte private Busunternehmen in Tirol. Sie wurde 1924 in Schwaz gegründet und startete mit dem Transport von Schotter und Bier mit einem Pferdefuhrwerk. Über die Jahre wuchs die Firma zu einem der Hauptakteure im Linien- und Reiseverkehr in Tirol und verfügt heute über 254 Mitarbeiter und 125 Busse.

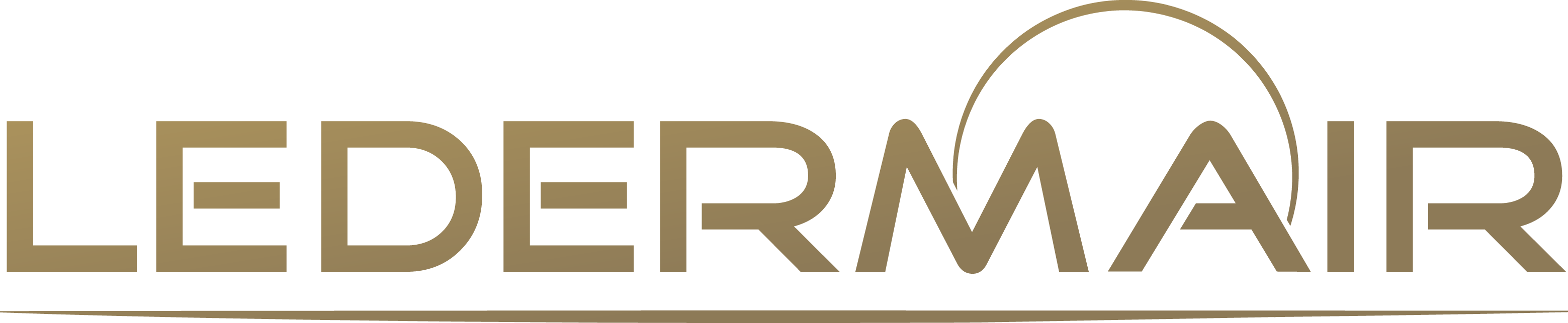
Logo von Ledermair Reisen

## Geschichte

### Vor 2000
1924 gründete Johann Ledermair das Verkehrsunternehmen in Schwaz mit einem Pferdefuhrwerk, welches hauptsächlich Schotter und Bier transportierte. 10 Jahre später erwarb Ledermair einen LKW, welcher für Botendienste und Ausflugsfahrten verwendet wurde. In den Kriegsjahren wurden die Fahrzeuge vor allem von den Jenbacher Werken für den Verpflegungstransport gebraucht. Kurz nach Kriegsende wurde der Linienverkehr zwischen Schwaz und Innsbruck eingeführt, wofür der Fuhrpark deutlich aufgerüstet wurde. Nach dem Tod von Johann Ledermair wurde das Unternehmen zwischen seinen beiden Söhnen aufgeteilt. Ein Sohn übernahm den Bereich Spedition-, Ausflugs- und Botengewerbe und der andere den Bereich Linienverkehr. Bis 1979 wuchs das Unternehmen immer mehr und der erste Werkverkehr für die Firma Swarovski in Wattens und Absam wurde eingeführt. In diesem Jahr wurden alle Fahrzeuge mit Funk und Alarm ausgestattet. Dies war die erste Funküberwachung dieser Branche in Tirol. Anfang der 1990er Jahre wurde der Stadtverkehr in Schwaz eingeführt, welchen Ledermair bis heute betreibt. Wenige Jahre danach übernahm Martin Ledermair die Geschäftsführung.

### Nach 2000
Wenige Jahre nach der Jahrtausendwende wurde die Firma Bus & LKW Service GmbH gegründet, welche bis heute als Technikdienstleister in Schwaz fungiert. Im selben Jahr wurde auch die Firma Busreisen Heiss aufgekauft und ermöglichte den Wiedereinstieg in den Reiseverkehr. 2005 übernahm Ledermair den Linien - und Schülerverkehr der Postbus AG im Bezirk Kufstein. Ein Jahr später fanden weitere Modernisierungen der Busse im Bereich der Computersoftware statt, um über minutengenaue Ankunftszeiten zu informieren. 2014 war die Ledermair Gruppe das größte private Busunternehmen in Tirol, damals mit 140 Mitarbeitern und 84 Fahrzeugen. Ein Jahr darauf wurde die ganze Verwaltung umstrukturiert mit Schwaz als Verwaltungszentrale. Ein neues Logo mit dem Claim „Besser Bus Fahren“ wurde designt und ist nun der Leitspruch der Ledermair-Betriebe. 2016 übernahm Alexander Ledermair gemeinsam mit seinem Vater Martin die Geschäftsführung. Im März 2023 erhielt das Unternehmen die Auszeichnung „Wir sind inklusiv“ des Sozialministeriumservice. Anfang 2024 übernahm Ledermair die Verkehrsbetriebe Achhorner KG und damit den Stadtverkehr in Kufstein. Im selben Jahr feierte das Unternehmen 100-jähriges Bestehen. Zu diesem Anlass wurde Ledermair die Führung des Landeswappens im Geschäftsverkehr von Landeshauptmann Anton Mattle bescheinigt.

## Unternehmensstruktur

### Linienverkehr

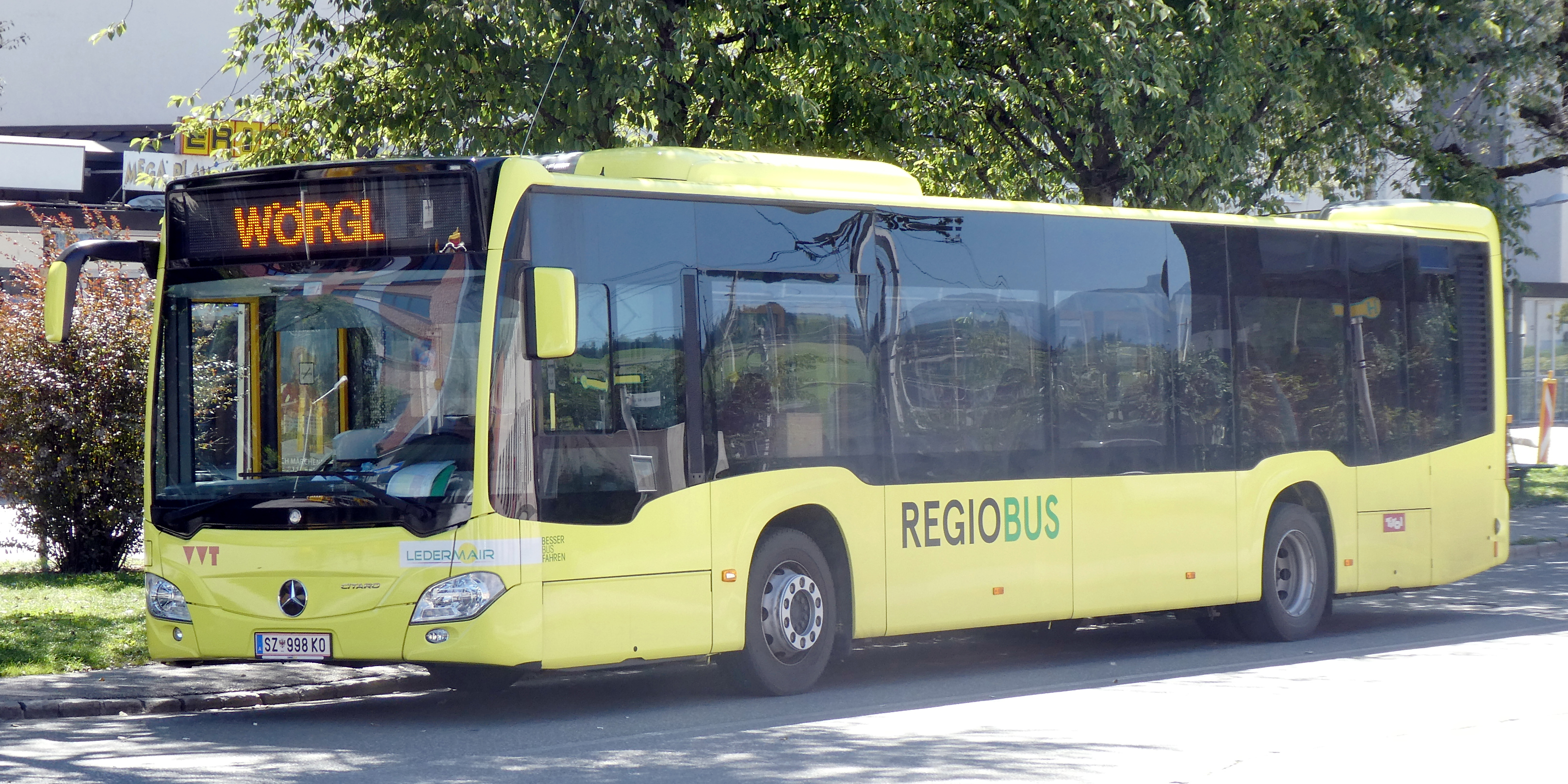
Regiobus in Wörgl

Im Linienverkehr ist das Unternehmen in folgende Standortleitungen strukturiert. Jeder Standort besitzt auch einen eigenen Fuhrparkleiter.
- operative Leitung in Schwaz (Leitung aller Standorte)

- Standortleitung Schwaz (Bezirk Schwaz)
- Standortleitung Innsbruck (Bezirk Innsbruck-Land und Innsbruck)
- Standortleitung Wörgl/Kufstein (Bezirk Kufstein)

Das Liniennetz von Ledermair reicht von Telfs über die Bezirkshauptstädte Innsbruck, Schwaz und Kufstein bis ins Zillertal, nach Achenkirch und Kössen. In Kufstein und Schwaz betreibt das Unternehmen auch den Stadtverkehr. Einige der Linien werden jedoch gemeinsam mit anderen Verkehrsunternehmen betrieben, darunter unter anderem die IVB und Postbus AG. Die Standortleitungen sind ebenfalls für den Werkverkehr und Schülerverkehr zuständig. 

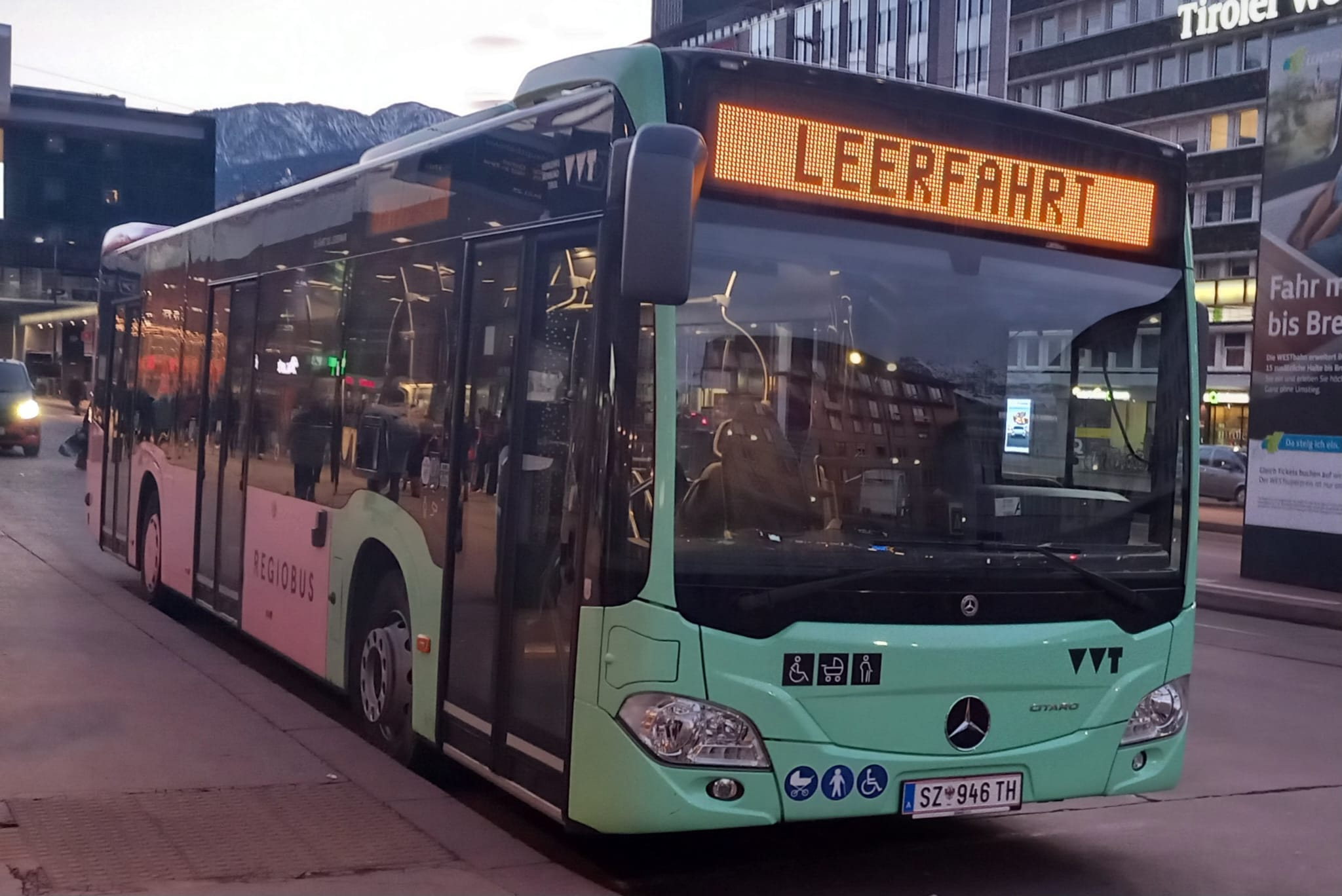
Regiobus der Linie 502 in Innsbruck

### Reiseverkehr
Bei Ledermair Reisen können verschiedenste Fahrten und Services angefragt und gebucht werden. Darunter zählen Shuttlebusse, Oldtimer-Fahrten, Firmenausflüge, Vereinsausflüge oder Klassenfahrten bzw. Schulausflüge (überwiegend für Wienwochen genutzt).

### Bus & LKW Service
2003 wurde die Bus & LKW Service GmbH gegründet, welche als Technikdienstleiter für Ledermair und andere Unternehmen zuständig ist. Hauptaufgaben sind hierbei die Reparatur- und Instandhaltungsarbeiten an den Fahrzeugen, vor allem aber an der Ledermair-Flotte. Außerdem bieten sie zusätzlichen Service wie Pannen- und Notdienst sowie Ersatzteilbeschaffung an.

## Fuhrpark

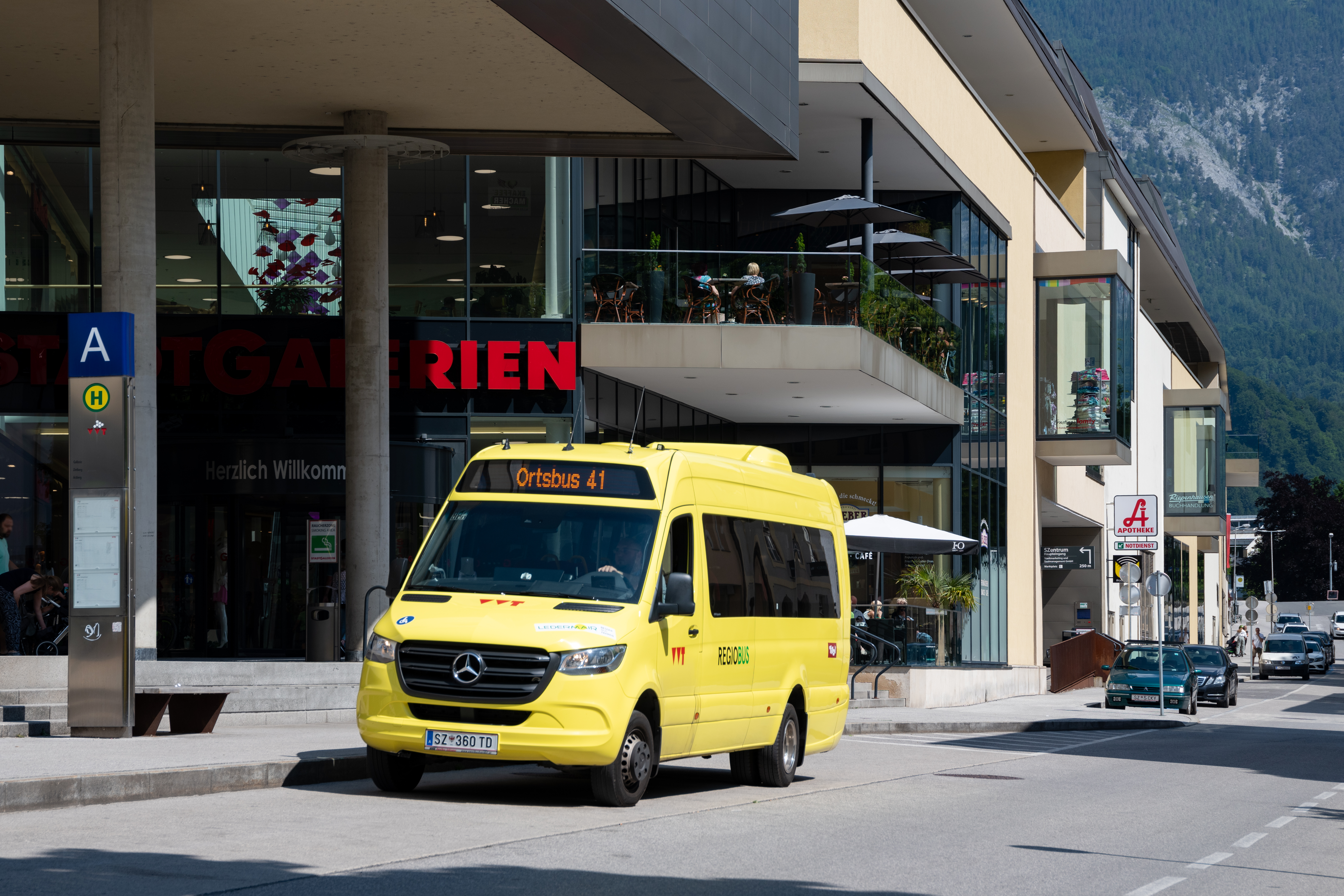
Ortsbus der Linie 41 in Schwaz

Im Linienverkehr für den VVT setzt Ledermair vor allem auf Busse der Marken Mercedes-Benz Citaro und MAN Lion’s City. Diese kommen sowohl in der Standardversion als auch als Gelenkbusse zum Einsatz. Neben diesen beiden Hauptmarken sind auch Solaris und Iveco Busse im Fuhrpark vertreten, jedoch nur auf wenigen Linien anzutreffen. Durch den Niederflureinstieg sind all diese Busse auch barrierefrei. Ergänzt wird die Flotte im Linienverkehr durch Mercedes-Benz Sprinter Kleinbusse auf bestimmten Linien und als VVT-Anrufsammeltaxis. Die Mehrheit der Busse haben bereits die neue VVT-Lackierung, einige sind aber noch im alten, gelben Design gehalten. 2024 gab Ledermair eine Bestellung von 27 Elektrobusse der Marke MAN Lion’s City auf, wovon 19 Solo- und 8 Gelenkbusse sind. Diese sollen bis Ende 2025 ausgeliefert werden und für den Nahverkehr in Innsbruck und Umgebung genutzt werden.
Im Reiseverkehr bietet Ledermair verschiedene buchbare Reisebusse der Marke Mercedes-Benz und Iveco an, die über 32–56 Sitzplätzen verfügen, wobei auch Kleinbusse für beispielsweise Ski Busse angeboten werden. Ein Modell besitzt auch einen Lift für Rollstühle.
Zusätzlich bietet Ledermair einen Oldtimer-Bus von Steyr Daimler Puch, und ein weiteres Oldtimer-Fahrzeug von Chrysler an, die für besondere Anlässe wie Geburtstage, Hochzeiten oder Firmenfeiern gemietet werden können.